# Brzeg Dolny
Brzeg Dolny é um município da Polônia, na voivodia da Baixa Silésia e no condado de Wołów. Estende-se por uma área de 17,20 km², com 12 511 habitantes, segundo os censos de 2019, com uma densidade de 721,6 hab/km².